# Alf Danning
Alf Egil Danning, född 3 november 1893 i Köpenhamn, död 8 september 1953 i Helsingfors, var en finländsk konstnär verksam periodvis i Sverige.
Han var son till den danske kompositören Sophus Christian Danning och Valborg Sofia Asp samt från 1931 gift med Erna Momark.
Danning studerade för Eero Järnefelt i Helsingfors 1917 och vid den finländska konstakademien 1918-1920 samt under studieresor till Italien 1924 och 1925. Han ställde ut separat ett flertal gånger i Helsingfors.
Hans konst består av porträtt, figursaker och landskapsmålningar i olja eller pastell, som illustratör har han bland annat illustrerat Nordiska folksagor i urval av Gemma Funtek-Snellman 1948, och Zacharias Topelius Lasse liten 1949 samt Henry Thomas och Dana Lee Thomas Berömda musiker och Berömda målare 1950.
Danning är representerad vid Finska statens samlingar i Ateneum och Vasa konstmuseum. 